# Прагматическая санкция (1767)
Прагматическая санкция (1767) — декрет короля Испании Карла III об изгнании иезуитов из всех владений испанской короны.

## Предыстория
Король Карл III проводил сбалансированные либеральные реформы, в целом успешные. Среди всего прочего он либерализовал торговлю зерном. Торговцы воспользовались этим и начали поднимать цены на зерно и муку, что вызвало подорожание всех продуктов питания. Это вызвало массовое негодование. Последней каплей послужил план маркиза Эскилаче запретить ряд элементов традиционной испанской одежды, заменив их на итальянские. Меры проводились насильственно, что привело к так называемому «Бунту Эскилаче».
Советники Карла III объяснили беспорядки заговором, устроенным иезуитами.

## Изгнание
К тому моменту иезуиты растеряли поддержку как при дворе, так и в самой католической церкви Испании. Кроме того, в январе 1767 года была принята «Прагматическая санкция», изгоняющая иезуитов из всех владений испанской короны. Также были закрыты все миссии иезуитов в Америке.